# Dale Yutsyk
Dale Yutsyk (né le 9 février 1949 à Calgary dans la province de l'Alberta au Canada) est un joueur de hockey sur glace. Il évolue au poste d'ailier gauche.

## Carrière
En 1966-1967, il évolue dans la Ligue de hockey junior de l'Alberta (LHJA), pour l’équipe des Sugar King de Lethbridge. Au terme de la saison, il est nommé Most Valuable Player (en français, meilleur joueur) de la ligue.
La saison suivante, il joue pour les Centennials de Calgary en Ligue de hockey de l'Ouest (LHOu)
De 1967 à 1971, Il va disputer le championnat de Western Collegiate Hockey Association (WCHA) dans l'équipe de son école, le College du Colorado .
Lors du repêchage amateur de la LNH 1969, il est choisi en 70e position par les Blues de Saint-Louis. Ces derniers ont acquis ce droit de repêchage aux mains des Rangers de New York, en échange d’argent .
En 1971-1972, il fait ses débuts dans le monde du hockey professionnel, il joue pour les Blues de Kansas City en  Ligue centrale de hockey (LCH).
À la suite de l'arrêt de la franchise, il commence la saison suivante au sein des Wings de Fort Worth en LCH, mais est transféré en cours de saison aux Spurs de Denver, équipe évoluant en Western Hockey League (WHL).
En septembre 1973, les Roadrunners de Phoenix, équipe de WHL, acquiert ses droits auprès des Blues de Saint-Louis. Il joue 2 matches pour leur compte, avant de retourner en LCH dans l’équipe des Six-Guns d'Albuquerque.
En automne 1974, il participe au camp d'entrainement des Scouts de Kansas City, mais n'étant pas retenu, il prend sa retraite sportive.

## Statistiques
| Saison    | Équipe                    | Ligue |    | Saison régulière | Saison régulière | Saison régulière | Saison régulière | Saison régulière |   | Séries éliminatoires | Séries éliminatoires | Séries éliminatoires | Séries éliminatoires | Séries éliminatoires |
| Saison    | Équipe                    | Ligue | PJ | B                | A                | Pts              | Pun              | PJ               | B | A                    | Pts                  | Pun                  |                      |                      |
| 1966-1967 | Sugar Kings de Lethbridge | LHJA  | 30 | 9                | 23               | 32               | 53               |                  |   |                      |                      |                      |                      |                      |
| 1967-1968 | Centennials de Calgary    | LHOu  | 27 | 0                | 8                | 8                | 51               |                  |   |                      |                      |                      |                      |                      |
| 1968-1969 | College du Colorado       | WCHA  | 20 | 5                | 9                | 14               | 29               |                  |   |                      |                      |                      |                      |                      |
| 1969-1970 | College du Colorado       | WCHA  | -- | --               | --               | --               | --               |                  |   |                      |                      |                      |                      |                      |
| 1970-1971 | College du Colorado       | WCHA  | -- | --               | --               | 16               | --               |                  |   |                      |                      |                      |                      |                      |
| 1971-1972 | Blues de Kansas City      | LCH   | 66 | 11               | 21               | 32               | 69               |                  |   |                      |                      |                      |                      |                      |
| 1972-1973 | Wings de Fort Worth       | LCH   | 36 | 7                | 7                | 14               | 36               |                  |   |                      |                      |                      |                      |                      |
| 1972-1973 | Spurs de Denver           | WHL   | 38 | 4                | 14               | 18               | 28               | 5                | 1 | 2                    | 3                    | 0                    |                      |                      |
| 1973-1974 | Roadrunners de Phoenix    | WHL   | 2  | 0                | 0                | 0                | 2                |                  |   |                      |                      |                      |                      |                      |
| 1973-1974 | Six-Guns d'Albuquerque    | LCH   | 56 | 14               | 15               | 29               | 76               |                  |   |                      |                      |                      |                      |                      |